# Saint-Créac (Hautes-Pyrénées)
Saint-Créac település Franciaországban, Hautes-Pyrénées megyében. Lakosainak száma 102 fő (2022. január 1.). Saint-Créac Lourdes, Artigues, Berbérust-Lias, Ger, Jarret, Juncalas, Lugagnan és Ousté községekkel határos.

## Népesség
A település népessége az elmúlt években az alábbi módon változott:
| Lakosok száma | 96   | 94   | 97   | 98   | 97   | 98   | 104  | 102  |
|               | 2013 | 2015 | 2017 | 2018 | 2019 | 2020 | 2021 | 2022 |